# Almami Moreira
Almami Samori da Silva Moreira (Bissau, 16 giugno 1978) è un ex calciatore guineense con cittadinanza portoghese, di ruolo centrocampista.

## Carriera

### Club
Ha giocato nella massima serie portoghese, in quella belga, in quella tedesca, in quella russa ed in quella serba.

### Nazionale
Ha giocato nella nazionale portoghese Under-18 e con la nazionale B portoghese; tra il 2010 e il 2011 ha giocato sei partite con la nazionale guineense.

## Statistiche

### Cronologia presenze e reti in nazionale
| Cronologia completa delle presenze e delle reti in nazionale ― Guinea-Bissau | Cronologia completa delle presenze e delle reti in nazionale ― Guinea-Bissau | Cronologia completa delle presenze e delle reti in nazionale ― Guinea-Bissau | Cronologia completa delle presenze e delle reti in nazionale ― Guinea-Bissau | Cronologia completa delle presenze e delle reti in nazionale ― Guinea-Bissau | Cronologia completa delle presenze e delle reti in nazionale ― Guinea-Bissau | Cronologia completa delle presenze e delle reti in nazionale ― Guinea-Bissau | Cronologia completa delle presenze e delle reti in nazionale ― Guinea-Bissau |
| Data                                                                         | Città                                                                        | In casa                                                                      | Risultato                                                                    | Ospiti                                                                       | Competizione                                                                 | Reti                                                                         | Note                                                                         |
| ---------------------------------------------------------------------------- | ---------------------------------------------------------------------------- | ---------------------------------------------------------------------------- | ---------------------------------------------------------------------------- | ---------------------------------------------------------------------------- | ---------------------------------------------------------------------------- | ---------------------------------------------------------------------------- | ---------------------------------------------------------------------------- |
| 9-10-2010                                                                    | Luanda                                                                       | Angola                                                                       | 1 – 0                                                                        | Guinea-Bissau                                                                | Qual. Coppa d'Africa 2012                                                    | -                                                                            | 44’                                                                          |
| 16-11-2010                                                                   | Lisbona                                                                      | Capo Verde                                                                   | 2 – 1                                                                        | Guinea-Bissau                                                                | Amichevole                                                                   | -                                                                            |                                                                              |
| 9-2-2011                                                                     | Lisbona                                                                      | Guinea-Bissau                                                                | 1 – 3                                                                        | Gambia                                                                       | Amichevole                                                                   | -                                                                            |                                                                              |
| 8-10-2011                                                                    | Bissau                                                                       | Guinea-Bissau                                                                | 0 – 2                                                                        | Angola                                                                       | Qual. Coppa d'Africa 2012                                                    | -                                                                            |                                                                              |
| 11-11-2011                                                                   | Bissau                                                                       | Guinea-Bissau                                                                | 1 – 1                                                                        | Togo                                                                         | Qual. Mondiali 2014                                                          | -                                                                            | 74’                                                                          |
| 15-11-2011                                                                   | Lomé                                                                         | Togo                                                                         | 1 – 0                                                                        | Guinea-Bissau                                                                | Qual. Mondiali 2014                                                          | -                                                                            | 72’                                                                          |
| Totale                                                                       |                                                                              | Presenze                                                                     | 6                                                                            |                                                                              | Reti                                                                         | 0                                                                            |                                                                              |

## Palmarès

### Club

#### Competizioni nazionali
- Coppa di Serbia: 2

Partizan: 2007-2008, 2008-2009
- Campionato serbo: 3

Partizan: 2007-2008, 2008-2009, 2009-2010

### Individuale
- Miglior giocatore della Coppa di Serbia: 1

2008-2009